# Dianella plicata
Dianella plicata är en grästrädsväxtart som beskrevs av Jakob Schlittler. Dianella plicata ingår i släktet Dianella och familjen grästrädsväxter.
Artens utbredningsområde är Nya Kaledonien. Inga underarter finns listade i Catalogue of Life.